# Campionati africani di atletica leggera 2018 - Lancio del martello maschile
Il concorso del lancio del martello maschile ai Campionati africani di atletica leggera di Asaba 2018 si è svolto il 4 agosto allo Stadio Stephen Keshi.

## Risultati
| Class   | Atleta            | Nazione   | #1    | #2    | #3    | #4    | #5    | #6    | Risultati | Note |
| ------- | ----------------- | --------- | ----- | ----- | ----- | ----- | ----- | ----- | --------- | ---- |
| Oro     | Mostafa El Gamel  | Egitto    | 69.13 | 71.95 | 73.50 | 71.59 | 70.97 | 68.96 | 73.50     |      |
| Argento | Islam Mohamed     | Egitto    | 70.32 | 69.24 | x     | 65.94 | x     | 67.87 | 70.32     |      |
| Bronzo  | Hassan Abdelgawad | Egitto    | 66.70 | 67.74 | 68.17 | 68.35 | 69.69 | 69.90 | 69.90     |      |
| 4       | Tshepang Makhethe | Sudafrica | x     | 67.03 | x     | 68.79 | x     | 68.81 | 68.81     |      |
| 5       | Chris Harmse      | Sudafrica | 66.43 | x     | 67.72 | 68.71 | x     | 66.24 | 68.71     |      |
| 6       | Allan Cumming     | Sudafrica | 62.33 | 66.11 | x     | 67.37 | 65.96 | 65.28 | 67.37     |      |
| 7       | Dominic Abunda    | Kenya     | 58.60 | 59.47 | 60.62 | 60.08 | 62.57 | 60.39 | 62.57     |      |